# Systena hudsonias
Systena hudsonias är en skalbaggsart som först beskrevs av Forster 1771.  Systena hudsonias ingår i släktet Systena och familjen bladbaggar. Inga underarter finns listade i Catalogue of Life.